# Adam Konrad Boeninger

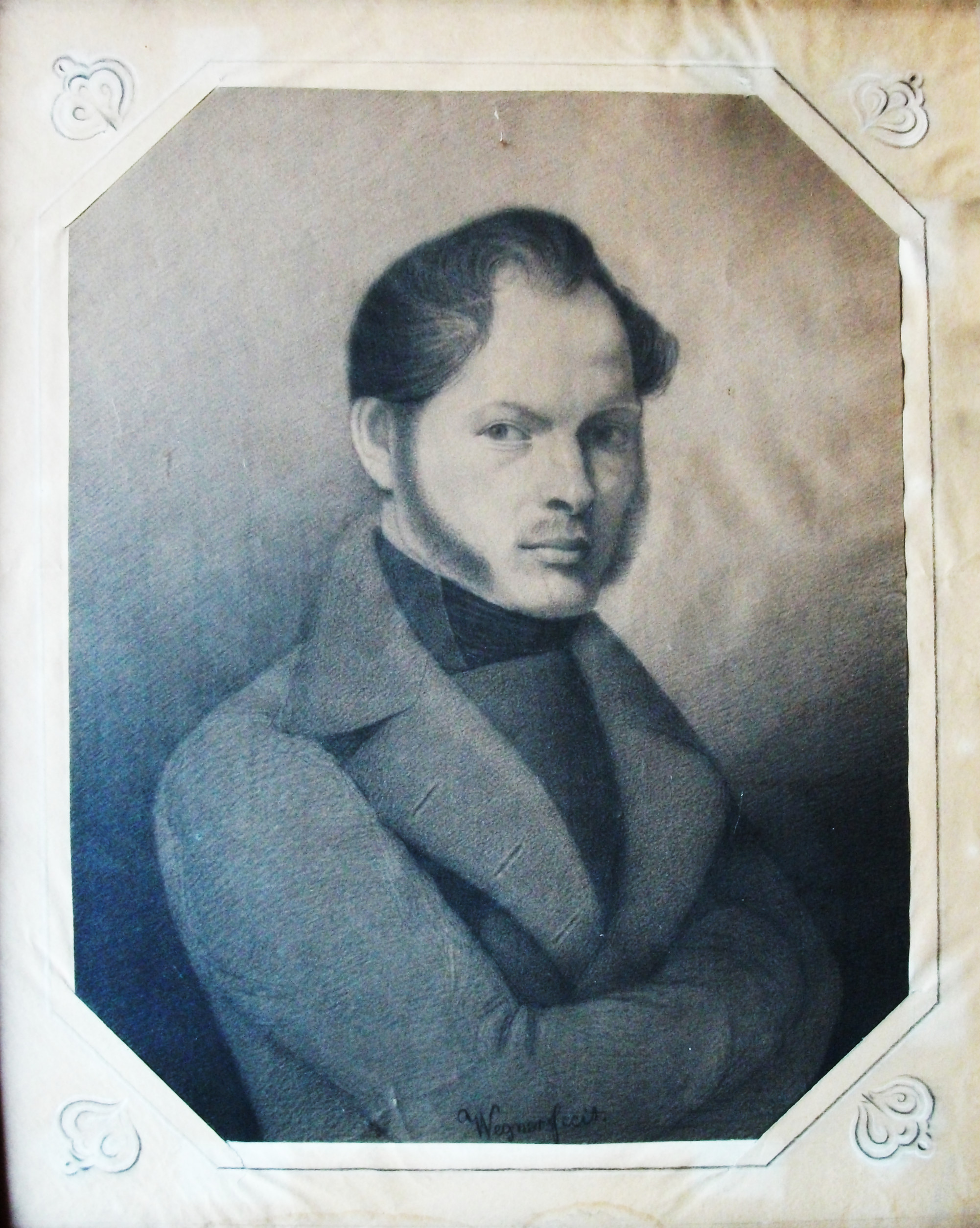
Adam Konrad Boeninger 1833, Lithographie von Ludwig Wegner

Adam Konrad Boeninger (* 21. September 1810 in Albersweiler; † 15. April 1886 in Worms) wirkte als Buchdrucker und Verleger in Worms auf Seiten der Demokraten in der Märzrevolution 1848/49.

## Leben

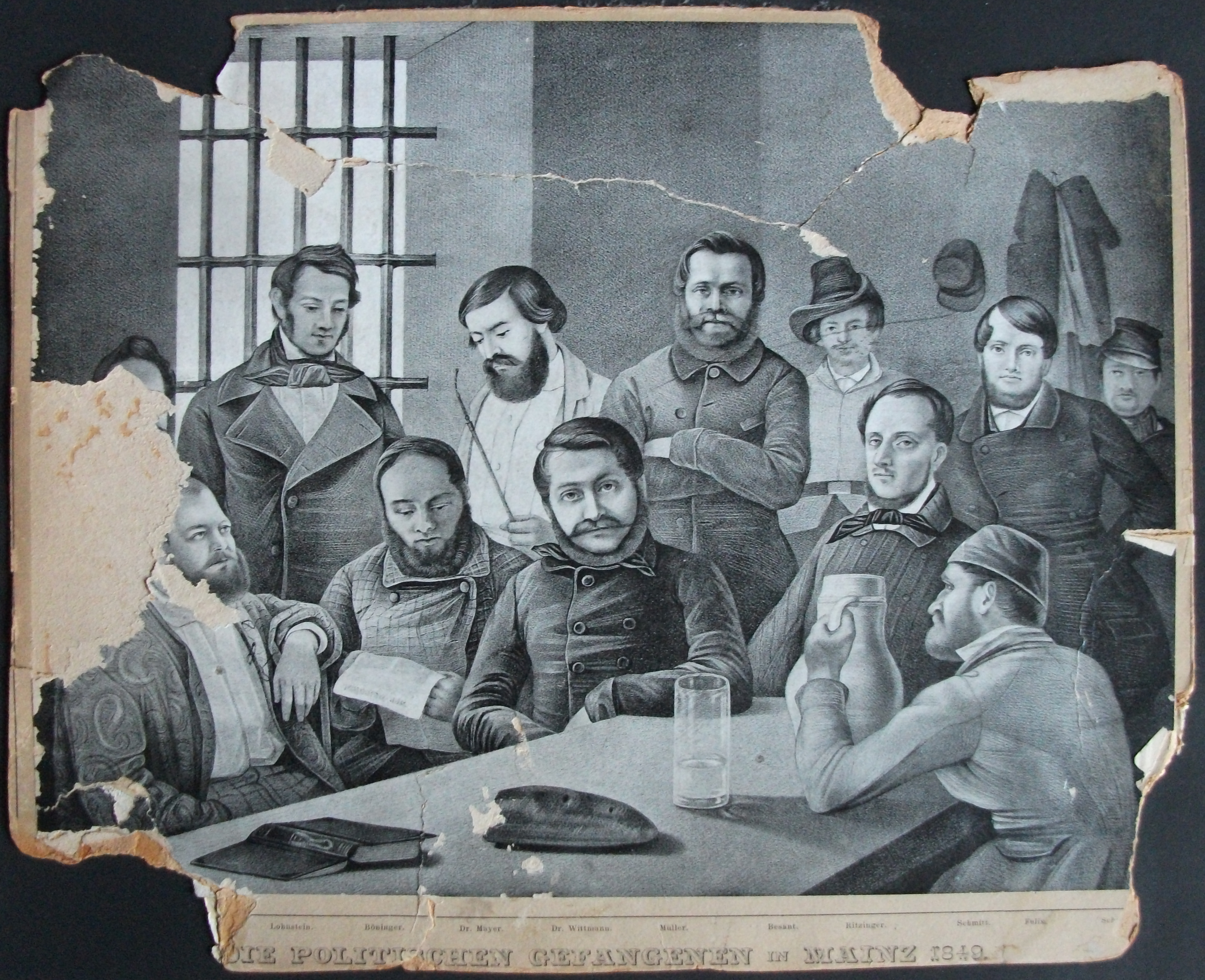
Die politischen Gefangenen in Mainz 1849

Adam Konrad Boeninger wurde als Kind des Oberförsters Johann Heinrich Wilhelm Bönninger und der Maria Eva Elisabeth Boltz in Albersweiler geboren. Er heiratete am 17. Juni 1847 Katharina Barbara Weiss. Adam Konrad Boeninger wurde ebenso wie sein älterer Halbbruder Karl Heinrich Boeninger Buchdrucker, war von 1838 bis 1847 Redakteur des Frankenthaler Wochenblattes und übernahm 1847 eine Buchdruckerei in Worms.
Als Verleger demokratisch orientierter Zeitungen im Zuge der Märzrevolution 1848 wurde er wegen kritischer Veröffentlichungen mehrfach angeklagt und inhaftiert. Er gehörte unter anderem zu den politischen Gefangenen im Mainzer Eisenturm während des Mainzer Hochverratsprozesses 1849–1850, in dem mit ihm zusammen unter anderem Johann Philipp Bandel, Ludwig Blenker, Ferdinand Eberstadt, Ferdinand von Loehr und Salomon Lohnstein angeklagt waren und allesamt freigesprochen wurden. Adam Konrad Boeninger verstarb am 15. April 1886 in Worms, sein Nachfolger wurde sein Sohn Gustav Boeninger. Der Deutschkatholik Boeninger war seit 1848 Mitglied der Freimaurerloge Worms.

## Buchdruckerei A. K. Boeninger
In der 1847 begründeten Buchdruckerei „A. K. Boeninger“ in Worms wurden von 1848 bis 1851 die von Ferdinand von Loehr gegründete Tageszeitung „Die neue Zeit“ und nach deren Verbot 1851 das „Wormser Anzeige- und Unterhaltungsblatt“ verlegt. Dieses wurde 1858 in „Rheinischer Herold“ umbenannt, dessen Erscheinen 1880 eingestellt wurde, möglicherweise auf Betreiben des Wormser Industriellen Cornelius Wilhelm von Heyl zu Herrnsheim.
Daneben gehörten zum Verlagsprogramm überwiegend Kleinschriften der Wormser Vereine und Institutionen, unter anderem freimaurerisches, jüdisches und mennonitisches Schrifttum, sowie Dissertationen. Nach dem Tod von Adam Konrad Boeninger 1886 übernahm die Buchdruckerei sein Sohn Gustav Boeninger und nach dessen Tod 1913 dessen Witwe Lina Boeninger, geborene Zucker. 1933 war die Druckerei im Besitz von Reinhard Friedrich. Die letzten Schriften des Verlages erschienen in den 1930er Jahren.